# Astathes annamensis
Astathes annamensis là một loài bọ cánh cứng trong họ Cerambycidae.